# José de Jesús Angulo del Valle y Navarro
José de Jesús Angulo del Valle y Navarro (* 24. Juni 1888 in Hacenda del Valle, Mexiko; † 19. September 1966) war ein mexikanischer Geistlicher und römisch-katholischer Bischof von Tabasco.

## Leben
José de Jesús Angulo del Valle y Navarro empfing am 19. November 1916 das Sakrament der Priesterweihe.
Am 2. Juni 1945 ernannte ihn Papst Pius XII. zum Bischof von Tabasco. Der Erzbischof von Mexiko-Stadt, Luis María Martínez y Rodríguez, spendete ihm am 29. Juni desselben Jahres die Bischofsweihe; Mitkonsekratoren waren der Erzbischof von Guadalajara, José Garibi y Rivera, und der Erzbischof von Morelia, Luis María Altamirano y Bulnes.
Er nahm an den ersten beiden Sitzungsperioden des Zweiten Vatikanischen Konzils als Konzilsvater teil.